# Leszek Wiśniewski
Leszek Józef Wiśniewski (ur. 19 lipca 1935 w Świeciu, zm. 13 maja 2013 w Poznaniu) – polski prawnik, prof. zw. dr hab., specjalista w zakresie praw człowieka i prawa konstytucyjnego, w latach 1993–1997 ekspert Komisji Konstytucyjnej Zgromadzenia Narodowego.

## Życiorys
Był synem Ewy z domu Korthals i Aleksandra Wiśniewskich, bratem Henryka Mieczysława. Po maturze zaczął studiować rybołówstwo, ale z tych studiów zrezygnował. Przeniósł się do Poznania, gdzie na Uniwersytecie im. Adama Mickiewicza ukończył w 1961 prawo. Praca doktorska obroniona w 1972 zaowocowała opublikowaniem monografii Model prawny stowarzyszeń w PRL, która ukazała się w 1974 nakładam wydawnictwa PWN. Kilka lat później w 1981 r. wydał książkę Gwarancje podstawowych praw i wolności obywateli PRL. Wykładowca Wyższej Szkoły Zarządzania i Bankowości w Poznaniu, Bałtyckiej Wyższej Szkoły Humanistycznej w Koszalinie oraz Wydziału Nauk Ekonomicznych, Prawnych i Psychologii w Wyższej Szkole Zarządzania i Prawa im. Heleny Chodkowskiej w Warszawie. Profesor Instytutu Nauk Prawnych PAN, długoletni członek Rady Naukowej INP PAN. Był współzałożycielem Poznańskiego Centrum Praw Człowieka INP PAN.
Członek Polskiego Towarzystwa Prawa Konstytucyjnego, Polskiego Towarzystwa Legislacji, Wydziału Nauk Prawnych Towarzystwa Naukowego Katolickiego Uniwersytetu Lubelskiego (członek korespondent).
W 1997 został odznaczony Krzyżem Oficerskim Orderu Odrodzenia Polski.